# Lassie (film 2005)
Lassie – brytyjsko-irlandzko-francusko-amerykański familijny film przygodowy z 2005 roku w reżyserii Charlesa Strurridge’a.

## Fabuła
Lata 30. XX wieku. W górniczym mieście wybucha wielki kryzys. Owczarek colie imieniem Lassie z powodu kiepskiej sytuacji finansowej zostaje sprzedany przez Sama Carraclougha i jego żonę Sarah. Trafia do pałacu księcia i nie czuje się tam dobrze. Postanawia wrócić do miasta i odnaleźć poprzednich właścicieli.

## Obsada
- Jonathan Mason – Joe
- Peter Dinklage – Rowlie
- Ken Drury – Campbell
- Gregor Fisher – Mapes
- Edward Fox – Hulton
- Robert Hardy – Pan Justice Murray
- Jamie Lee – Tom
- John Lynch – Sam
- Kelly Macdonald – Jeanie
- Samantha Morton – Sarah
- Brian Pettifer – O’Donnell
- Jemma Redgrave – Daisy
- John Standing – Francuz

## Wersja polska
Opracowanie: Master Film na zlecenie producenta (Monolith Films)

Reżyseria: Elżbieta Jeżewska

Dialogi: Witold Surowiak

Dźwięk: Elżbieta Mikuś

Montaż: Jan Graboś

Kierownictwo produkcji: Romuald Cieślak

Wystąpili:
- Ignacy Gogolewski – Książę
- Kinga Tabor – Sara Carraclough
- Andrzej Chudy – Sam Carracloug
- Grzegorz Małecki – Hynes
- Bartosz Kołsut – Joe Carraclough
- Anna Klamczyńska – Cilla
- Mariusz Benoit – Rowlie
- Grzegorz Wons – Buckles
- Krzysztof Janczar – Snickers
- Małgorzata Zajączkowska – Daisy
- Marek Barbasiewicz – Hulton
- Jerzy Łapiński – Mapes
- Jan Kulczycki – O’Donnell
- Waldemar Barwiński – Tom
- Julia Kołakowska – Jeanie
- Lech Ordon – sędzia
- Elżbieta Kijowska – nauczycielka
- Paweł Sanakiewicz – doktor
- Wojciech Duryasz
- Tadeusz Borowski
- Aleksandra Koncewicz
- Krzysztof Radkowski
- Mirosława Krajewska
- Marek Bocianiak
- Jan Pęczek
- Mirosław Guzowski
- Jacek Mikołajczak
- Jerzy Złotnicki
- Andrzej Gawroński
- Jolanta Żółkowska